# 晶鬚

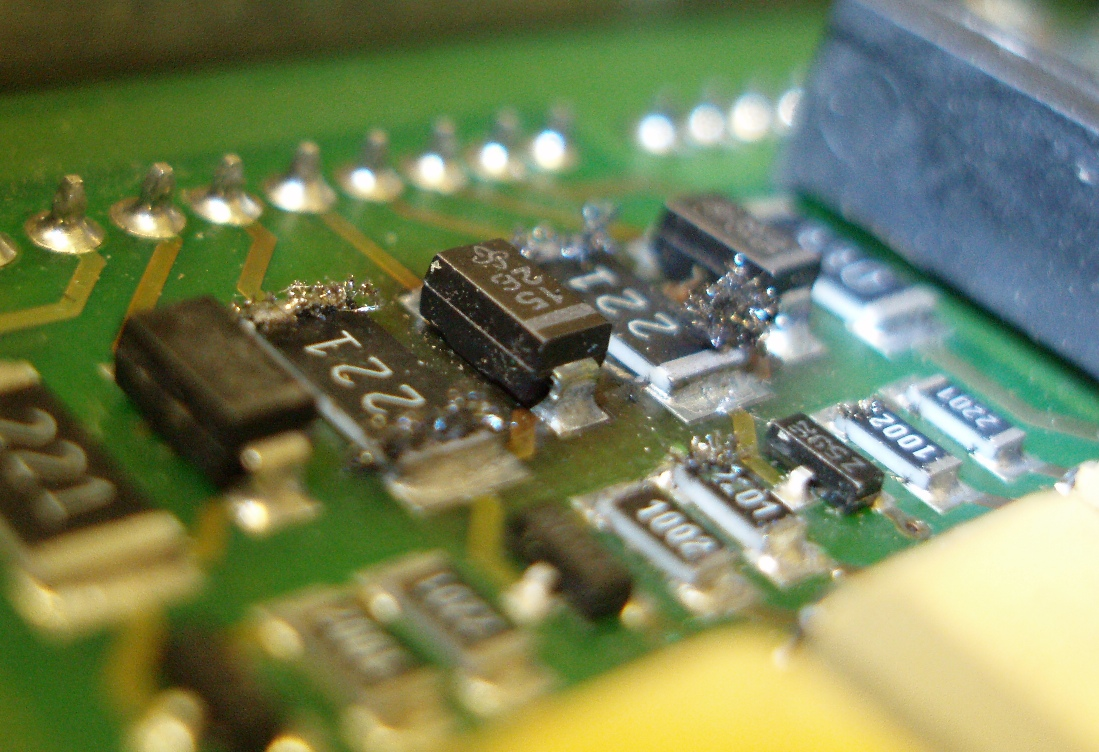
表面粘貼電阻銲料上長的晶鬚

晶鬚也稱為锡鬚，是出現在電子元件中的現象，是指金屬中長出類似毛髮或是鬚狀的金屬。锡鬚在二十世紀初真空管時期就有相關紀錄，當時在製造時用純錫或是幾近純錫的合金作為銲料，而在有銲料的焊點上長出毛髮或是鬚狀的金屬物質，造成焊點之間的短路。晶鬚會在有壓縮應力的情形下出現。也有有關鋅、鎘甚至鉛晶鬚的記載。針對晶鬚問題的改善有許多相關技術，包括退火程序（加熱及冷卻）的調整，加入像銅或鎳之類的元素，或是用敷形塗料包覆以避免短路。以往會加入铅可以使晶鬚的成長放慢。
由於危害性物質限制指令（RoHS）等歐盟指令關注鉛帶來的健康問題以及「高科技垃圾」問題（WEE），欧洲联盟在21世紀初期已在大部份的消費電子產品中禁止使用铅，而無鉛銲料較容易出現晶鬚，此一問題又再度受到重視。

## 產生機制

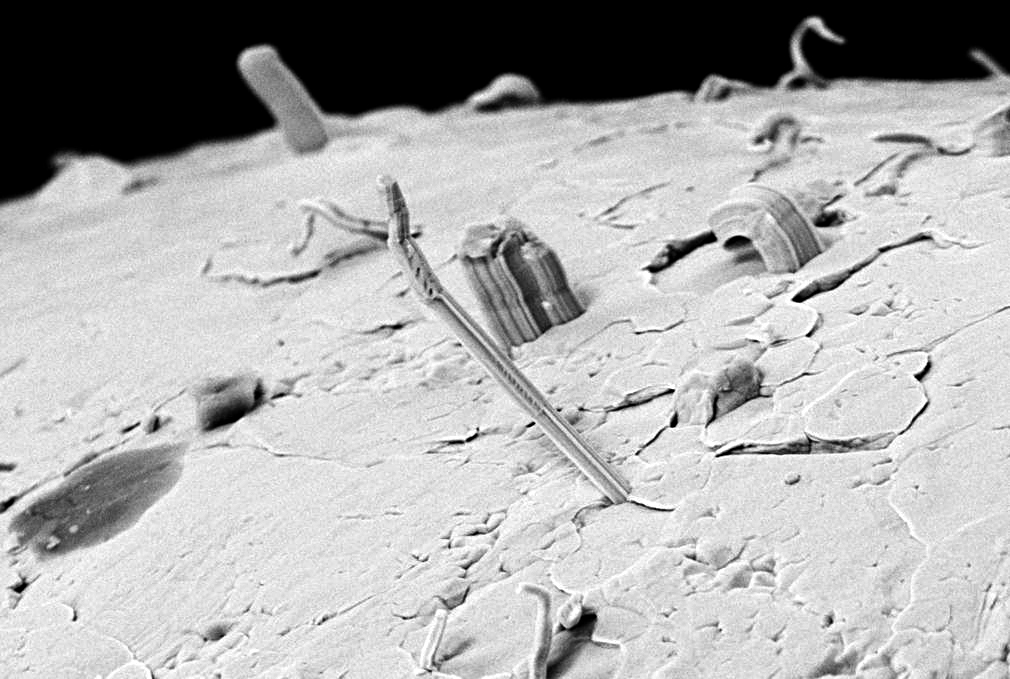
電子元件中的錫，在顯微鏡下的影像，其中可以看到晶鬚

晶鬚是金屬晶体冶金学上的現象，從金屬表面自發性長出微小的絲狀金屬結構。此一效應主要會出現在金屬元素，不過也會出現在合金上。
晶鬚背後的機制目前仍未充份瞭解，不過會因為機械的壓縮應力而引發，包括以下幾項：
- 金屬絲在電場中因靜電極化而得到的能量[3][4]
- 電鍍產生的殘餘應力
- 利用力學方式引入的應力
- 因為不同金屬擴散而引發的應力
- 因為熱引入的應力
- 材料的應變梯度[5]

晶鬚和金屬的樹枝狀結晶不同：樹枝狀結晶外形類似蕨類，會沿著金屬表面生長，而晶鬚是髮狀的，會垂直於金屬表面成長。樹枝狀結晶的成長需要濕氣，讓金屬變成溶液中的金屬離子，在有電磁場時因為电迁移而重新分佈。目前還不確定晶鬚的準確機制，但已知晶鬚形成不需要金屬離子的溶劑化，也不需要有電磁場。